# C6orf165
O quadro de leitura aberta 165 do cromossoma 6 (C6orf165) é um gene que em humanos codifica a proteína “DUF3508”. Esta proteína tem uma função que atualmente não é muito bem compreendida. O gene C6orf165 é conservado em chimpanzés, macaco rhesus, cão, vaca, rato, rato, galinha, peixe-zebra, mosquito, rã e mais. C6orf165 é raramente expresso em humanos, com expressão relativamente alta no cérebro, pulmões (traquéia). e testículos. O peso molecular de UPF0704 é 71,193 Da e o PI é 6,38